# Zăvoaia
Zăvoaia est une commune roumaine située dans le județ de Brăila.